# Emilio Portes Gil
För andra betydelser, se Emilio Portes Gil (olika betydelser).
Emilio Cándido Portes Gil, född 3 oktober 1890 i Ciudad Victoria i Tamaulipas, död 10 december 1978 i Mexico City, var en mexikansk politiker (Nationella Revolutionspartiet) som var landets president 1928–1930 (Mexikos 58:e president). Han tillträdde efter beslut i kongressen eftersom den valda presidenten Álvaro Obregón hade blivit mördad 17 juli samma år. Portes Gil bröt de diplomatiska förbindelserna med Sovjetunionen och slog ned det så kallade cristeroupproret.